# Mein Freund Harvey (1950)
Mein Freund Harvey ist ein Film von Henry Koster aus dem Jahr 1950. Er basiert auf dem Theaterstück Mein Freund Harvey von Mary Chase.

## Handlung
Elwood P. Dowd ist ein liebenswert-schrulliger und zu allen unerschütterlich freundlicher Mann mittleren Alters. Sein bester Freund ist seit einigen Jahren ein Puka in Gestalt eines 2,10 Meter großen Hasens namens Harvey, mit dem er stundenlang durch die Stadt zieht und in seiner Lieblingskneipe „Charley’s Bar“ fremde Leute zu einem Glas mit sich und Harvey einlädt. Das Problem ist allerdings, dass, auch wenn der Wirt und die anderen Gäste Harveys Existenz akzeptieren, Harvey für alle Menschen außer Elwood unsichtbar ist. Daher gestaltet sich das Zusammenleben mit Elwood und seinem Hasen für Elwoods Schwester Veta und ihre Tochter Myrtle oft schwierig. Jedoch hat Elwood das Haus sowie das nicht unerhebliche Vermögen geerbt, sodass die beiden Frauen auf sein Wohlwollen angewiesen sind. Als die sehr um ihren Ruf besorgte Veta eines Tages eine Feier mit zahlreichen bedeutenden und angesehenen Damen veranstaltet – mit dem Ziel, unter deren Söhnen endlich einen Ehemann für Myrtle zu finden – erscheint Elwood mit seinem unsichtbaren Hasen und stellt ihn allen Gästen vor. Nachdem die Gäste recht schnell unter fadenscheinigen Gründen verschwunden sind, beschließt Veta, ihren Bruder in ein Sanatorium einweisen zu lassen.
Bei der Vorstellung Elwoods im Sanatorium führt Veta eine Unterredung mit dem jungen Psychiater Dr. Sanderson, bei der sie ständige Trinkerei oder eine psychische Störung als Gründe für Harveys vermeintliche Existenz angibt. Doch als die wegen der Umstände hysterische Veta aussagt, Harvey gelegentlich selbst zu sehen, wird nicht Elwood, sondern seine Schwester ins Sanatorium eingewiesen. Elwood verlässt das Gelände, während seine Schwester sich mit Händen und Füßen gegen ihre Einweisung wehrt. Nachdem Dr. Chumley, der angesehene Leiter des Sanatoriums, nach kurzer Zeit die Verwechslung festgestellt hat, wird Veta zwar wieder freigelassen, doch ihr Bruder bleibt unauffindbar. Chumley schickt alle seine Mitarbeiter auf die Suche nach Elwood, um den Ruf seines Sanatoriums zu retten. Veta holt sich inzwischen ihren Anwalt Gaffney zur Hilfe, der Chumley und sein Klinikum auf Schadenersatz für die Verwechslung verklagen soll.
Elwood weiß nichts von den Entscheidungen und Intrigen der weiteren Figuren, dennoch kann er seiner drohenden Rückkehr ins Sanatorium immer wieder mit seiner Freundlichkeit entkommen. Als Dr. Chumley Elwood und seinen Hasen in der Kneipe aufspürt, erzählt dieser ihm, wie er Harvey einst an einem Laternenpfahl kennengelernt habe und auch, dass Harvey die Zeit mit seinem Blick stoppen könne sowie Menschen an jeden erdenklichen Ort transportieren könne. Außerdem erzählt Elwood Dr. Chumley seine Lebensphilosophie:
„Man kann auf zwei Wegen gut durch das Leben kommen, entweder man ist sehr schlau oder sehr freundlich. Früher war ich sehr schlau, nun bin ich sehr freundlich.“
Dr. Chumley trinkt einige Gläser mit Elwood und seinem Hasen und glaubt dessen Geschichte nicht nur, sondern spricht selbst mit dem Hasen und freundet sich mit ihm an. Der renommierte Psychiater und der Hase ziehen anschließend durch die Wirtshäuser, wobei Elwood sie verliert und sich auf die Suche nach Harvey macht. Dabei trifft er Dr. Sanderson und die Krankenschwester Miss Kelly, die einst ein Liebespaar waren, nun aber getrennt sind. Elwood schafft es mit seiner charmanten Art, Sanderson und Kelly wieder einander näher zu bringen und sie tanzen zusammen. Gleichzeitig verliebt sich Vetas Tochter Myrtle in den ruppigen Pfleger Wilson, der ebenfalls auf der Suche nach Elwood ist. So gibt es am Ende zwei Liebespaare.
Nachdem Elwood endlich im Sanatorium ist, soll er nach dem Willen seiner Schwester von Dr. Sanderson das Serum „977“ verabreicht werden, das verhindert, dass er den Hasen weiterhin sieht und ihn wieder ins normale Leben zurückführt. Veta muss währenddessen den Taxifahrer bezahlen, doch ihr fehlt plötzlich das Portemonnaie. Sie bittet ihren Bruder mit seinem Portemonnaie das Geld zu bezahlen, der ein freundliches Gespräch mit dem Taxifahrer führt. Nachdem Elwood wieder ins Behandlungszimmer gegangen ist, um die Spritze zu erhalten, erzählt der Taxifahrer Veta, dass er schon viele Menschen wie Elwood zum Sanatorium hingefahren habe: Bei der Hinfahrt sind sie fröhlich und erzählen viel, bei der Rückfahrt sind sie jedoch wieder „normal“ wie jeder andere Mensch und damit missmutig und übellaunig. Veta verhindert schließlich, dass Elwood das Serum erhält und ist einverstanden, weiterhin mit dem Hasen und den Schrullen ihres Bruders zusammenzuleben. Als ihr Portemonnaie plötzlich wieder auftaucht, ist Veta von Harveys Existenz überzeugt.
Vor dem Sanatorium trifft der überglückliche Elwood seinen Harvey wieder. Den Hasen lässt sich Dr. Chumley von Elwood geben, damit er zu seinem Traumort – einem idyllischen Haus unter Ahornbäumen in Akron – gelangen kann. Elwood will etwas verloren und ohne Harvey mit seiner Familie das Sanatorium verlassen, doch da erscheint dieser wieder neben ihm (weil er nicht bei Dr. Chumley bleiben will). Elwood und Harvey folgen gemeinsam Myrtle und Veta aus dem Sanatorium.

## Hintergrund
Das Stück Mein Freund Harvey war in den 1940er-Jahren ein großer Broadway-Erfolg bei Kritikern und Publikum. Bereits 1945 meldete Komiker Harold Lloyd Interesse an der Rolle des Elwood; auch Regisseur Preston Sturges war an einer Verfilmung interessiert. Im Juni 1947 sicherte sich Universal Pictures laut der Los Angeles Times die Filmrechte für eine Million US-Dollar, was damals eine Rekordsumme war. Zudem durfte die Verfilmung erst in die Kinos nach der Einstellung des Stückes am Broadway. Für die Rolle der Veta wurde Josephine Hull ausgewählt, die diese bereits am Broadway gespielt hatte. Jesse White hatte die Rolle des Pflegers Wilson ebenfalls bereits beim Theater verkörpert, für ihn war es das Filmdebüt. Auch James Stewart hatte bereits zuvor Elwood P. Dowd am Broadway als Urlaubsvertretung für den Original-Darsteller Frank Fay verkörpert. Ebenfalls im Gespräch für die Rolle des Elwood waren Bing Crosby, Cary Grant, Rudy Vallée, Joe E. Brown (der ebenfalls die Rolle am Theater gespielt und einen Special Tony Award erhalten hatte), Gary Cooper, Jack Benny, Jack Haley und James Cagney. Stewart spielte Elwood in den 1970er-Jahren erneut in einem Revival am Broadway sowie in einer Fernsehverfilmung von 1972 neben Helen Hayes als Veta.
Das Drehbuch übernahm große Teile des Bühnenstückes, nur Details wurden geändert: So ist Harveys Größe im Originalstück 1,91 Meter, sodass die meisten Schauspieler zu ihm hochblicken mussten. Weil Stewart aber selbst mit 1,91 Meter sehr groß war, wurde Harveys Größe im Film auf über zwei Meter (in der deutschen Version sogar auf 2,105 Meter) vergrößert. Nach dem Erfolg des Films fragten viele Leute Stewart auf der Straße, wo denn Harvey sei. Dieser antwortete stets, dass Harvey eine Erkältung habe und sich entschieden habe, zu Hause zu bleiben. Das Szenenbild stammte von Nathan Juran und Bernard Herzbrun.
Der Film erzielte ein gutes Einspielergebnis, wegen der unverhältnismäßig hohen Produktionskosten war er jedoch kein finanzieller Erfolg.
In den Kinos der Bundesrepublik Deutschland lief der Film am 3. August 1951 an, in Österreich am 25. Dezember 1951. Die deutsche TV-Erstausstrahlung war am 25. Dezember 1975 um 16:15 Uhr in der ARD.

## Synchronisation
Die deutsche Synchronisation entstand im Jahr 1951 bei der Berliner Synchron. Viktor de Kowa wurde als Stimme von James Stewart ausgewählt, weil er die Rolle des Elwood bereits am Theater gespielt hatte. Auch die Nebenrollen wurden mit bekannten Synchronsprechern wie Georg Thomalla, Walter Bluhm und Ursula Krieg besetzt.
| Rolle                                         | Darsteller      | Synchronsprecher       |
| --------------------------------------------- | --------------- | ---------------------- |
| Elwood P. Dowd                                | James Stewart   | Viktor de Kowa         |
| Veta Louise Simmons, seine Schwester          | Josephine Hull  | Lene Obermeyer-Nerking |
| Krankenschwester Miss Kelly                   | Peggy Dow       | Bettina Schön          |
| Dr. Lyman Sanderson                           | Charles Drake   | Axel Monjé             |
| Dr. William Chumley                           | Cecil Kellaway  | Alfred Balthoff        |
| Myrtle Mae Simmons, Vetas Tochter             | Victoria Horne  | Edith Schneider        |
| Pfleger Marvin Wilson                         | Jesse White     | Georg Thomalla         |
| Anwalt Mr. Gaffney                            | William H. Lynn | Hans Hessling          |
| Mrs. Hazel Chumley, Frau des Leiters          | Nana Bryant     | Margarete Schön        |
| Mr. Herman Shimelplatzer, Sanatoriumspförtner | Clem Bevans     | Otto Gebühr            |
| Tante Ethel Chauvenet                         | Grayce Mills    | Ursula Krieg           |
| Mr. Meegles, Krimineller in „Charley’s Bar“   | Harry Hines     | Carl Heinz Carell      |
| Zweiter Taxifahrer (am Ende des Films)        | Wallace Ford    | Clemens Hasse          |
| Erster Taxifahrer (bei Verwechslung)          | Norman Leavitt  | Reinhard Kolldehoff    |
| Mr. Minninger, Gaffneys Mitarbeiter           | Sam Wolfe       | Walter Bluhm           |

## Kritiken
Die Kritiken für den Film sind allgemein positiv. Bei der Veröffentlichung wurden insbesondere James Stewart und Josephine Hull für ihre Auftritte gelobt.
- „Ein hintergründiger Schwank um den Sieg der Poesie über den grauen Alltag und die Kraft der Güte; die Herkunft von der Bühne ist allerdings unverkennbar“ – Lexikon des internationalen Films[3]
- „Die zeitlose Komödie über die Flucht aus der Realität bot James Stewart seine wohl schönste Rolle. Ein Klassiker.“ – Cinema[5]
- „Vor allem James Stewarts Bravourleistung in der Hauptrolle und sein perfektes Zusammenspiel mit dem imaginären Kaninchenfreund gilt als kaum erreichbares Vorbild. […] Was Stewart allen anderen Interpreten wie Heinz Rühmann und Harald Juhnke, die durchaus denkwürdige Leistungen zeigten, voraus hat, ist eine Selbstverständlichkeit und Natürlichkeit, die jede Schauspielerei hinter sich zu lassen scheint. […] Selten wurden grundlegende Paradoxien des Lebens so prägnant auf den Punkt gebracht, der gutgelaunte Hintersinn des Stückes gibt seinem sanften Optimismus ein Fundament.“ – Filmstarts[6]

## Auszeichnungen
1951 gewann Josephine Hull für den Film einen Oscar als Beste Nebendarstellerin, für James Stewart gab es eine Nominierung als Bester Hauptdarsteller. Bei den Golden Globes zeigte sich dasselbe Bild: in der Kategorie Beste Nebendarstellerin gewann Hull, während Stewart eine Nominierung als Bester Hauptdarsteller – Drama erhielt. Zudem war die Produktion Film für einen Golden Globe als Bester Film – Drama nominiert. Ebenfalls 1951 gab es eine Hugo-Nominierung für die Beste Dramatische Darstellung.
Das American Film Institute wählte Mein Freund Harvey 2000 auf Platz 35 der 100 besten US-amerikanischen Komödien aller Zeiten. In den „AFI’s 10 Top 10“ des American Film Institute landete der Film auf Platz 7 der besten US-Fantasyfilme.

## DVD-Veröffentlichung
- Mein Freund Harvey erschien erstmals auf DVD am 14. August 2003.[7]